# Stazione di Grisignano di Zocco
Stazione di Grisignano di Zocco vasútállomás Olaszországban, Veneto régióban, Grisignano di Zocco településen.

## Vasútvonalak
Az állomást az alábbi vasútvonalak érintik:
- Milánó–Velence-vasútvonal
- Treviso-Ostiglia-vasútvonal

## Kapcsolódó állomások
A vasútállomáshoz az alábbi állomások vannak a legközelebb: 
- Stazione di Lerino
- Stazione di Mestrino